# Consoles de jogos eletrônicos de nona geração
A Nona geração de consoles de jogos eletrônicos contem o consoles de videojogo Playstation 5, o Xbox Series X/S, lançados em novembro de 2020, e o Nintendo Switch 2, lançado em junho de 2025.
Em 2017, alguns sites especializados informaram que o console portátil Nintendo Switch teria iniciado a nona geração devido o diferencial em relação ao console PlayStation 4 e Xbox One, um híbrido de mesa e portátil. Mas não fora suficiente para subir de nível, assim estando classificado na oitava geração de consoles.
De acordo com Yves Guillemont, CEO da produtora Ubisoft, declarou em 2018 que a esta geração seria baseado nos jogos via streaming e distribuição digital.

## Precedentes
A mudança da oitava geração para a nona foi uma das mais demoradas da história - enquanto as gerações anteriores normalmente tinham intervalos de cinco anos como resultado da lei de Moore -, devido a Microsoft e a Sony lançarem novos projetos de console intermediário, o Xbox One X e o PlayStation 4 Pro. A Microsoft também lançou um programa de aluguel mensal de console, com opção de compra ou atualização. Alguns analistas dizem que esses fatores sinalizaram a primeira grande mudança na ideia de gerações de console, porque os ganhos técnicos potenciais de um novo hardware haviam se tornado nominais.
A Microsoft e a Sony anunciaram novos consoles em 2019 para lançamento no final de 2020, antes da pandemia de COVID-19. Quando a pandemia explodiu, em março de 2020, impactou tanto o marketing quanto a produção dos consoles. A feira E3, um evento importante para a estreia de consoles foi cancelada em sua edição de 2020 e, em vez disso, a Microsoft e a Sony recorreram a vitrines online para destacar os sistemas e lançar jogos. Ambas as empresas reconheceram que a pandemia havia prejudicado seus suprimentos de produção devido à desaceleração na fabricação de hardware - principalmente semicondutores - a partir de março de 2020, mas garantiram que isso não afetaria as janelas de lançamento dos consoles, e definiram as expectativas do consumidor de que os suprimentos de consoles provavelmente seriam limitados na janela de lançamento e lentamente aumentariam à medida que a pandemia diminuísse. Como efeito colateral, isso acabou causando uma onda de escalpelamento em lojas online, que foi combatida por fabricantes e vendedores, mas afetou severamente o bolso das pessoas dispostas a comprar 
Os novos videogames apostam em hardware com processadores exclusivos e armazenamento em SSD, que permitem mais potência e carregamento com rapidez, em especial, para os games exclusivos das empresas, que aproveitam ao máximo  configurações. A principal novidade gráfica é a inclusão do "Ray tracing", algoritmo de computação gráfica que renderiza imagens tridimensionais, fornecendo luz, sombras e reflexos realistas e em tempo real e de modo natural.

## Comparação
| Linha de produto                                   | Linha de produto                                                  | PlayStation | PlayStation | PlayStation | Xbox | Xbox |
| Nome                                               | Nome                                                              | PlayStation 5 Digital Edition | PlayStation 5 | Playstation 5 Pro | Xbox Series S | Xbox Series X |
| -------------------------------------------------- | ----------------------------------------------------------------- | --- | --- | --- | --- | --- |
| Logo                                               |                                                                   | | | | | |
| Imagem                                             |                                                                   | | | | | |
| Um PS5 Digital Edition com o controlador DualSense | Um console padrão PS5 com o controlador DualSense                 | | Um Xbox Series S com seu controlador | Um Xbox Series X com seu controlador | | |
| Fabricante                                         | Fabricante                                                        | Sony Interactive Entertainment | Sony Interactive Entertainment | Sony Interactive Entertainment | Microsoft | Microsoft |
| Datas de lançamento                                | Datas de lançamento                                               | AU/JP/KR/NA/NZ/SGP 12 de novembro de 2020 WW 19 de novembro de 2020 INA 22 de janeiro de 2021 IND 2 de fevereiro de 2021 CHN 15 de maio de 2021 | AU/JP/KR/NA/NZ/SGP 12 de novembro de 2020 WW 19 de novembro de 2020 INA 22 de janeiro de 2021 IND 2 de fevereiro de 2021 CHN 15 de maio de 2021 | WW 7 de novembro de 2024 | WW 10 de novembro de 2020 CHN 10 de junho de 2021                                                                                           | WW 10 de novembro de 2020 CHN 10 de junho de 2021                                                                                           |
| Preços de lançamento                               | US$                                                               | 399.99 | 499.99 | 699.99 | 299.99 | 499.99 |
| Preços de lançamento                               | €                                                                 | 399.99 | 499.99 | 799.99 | 299.99 | 499.99 |
| Preços de lançamento                               | GBP                                                               | 359.99 | 449.99 | 699.99 | 249.99 | 449.99 |
| Preços de lançamento                               | A$                                                                | 599.95 | 749.95 | 1,199.95 | 499 | 749 |
| Preços de lançamento                               | JP¥                                                               | 39,980 | 49,980 | 119,980 | 29,980 | 49,980 |
| Preços atuais                                      | US$                                                               | 449.99 | Igual ao lançamento | Igual ao lançamento | 299/349.99 | 499.99/449.99/599.99 |
| Preços atuais                                      | €                                                                 | 449.99 | 549.99 | Igual ao lançamento | 299.99/349.99 | 549.99/499.99/649.99 |
| Preços atuais                                      | GBP                                                               | 389.99 | 479.99 | Igual ao lançamento | 249.99/299.99 | 479.99/429.99/549.99 |
| Preços atuais                                      | A$                                                                | 679.95 | 799.95 | Igual ao lançamento | 499/549 | 799/699/999 |
| Preços atuais                                      | JP¥                                                               | 59,980 | 66,980 | Igual ao lançamento | 44,578/49,978 | 66,978/59,978 |
| Vendas                                             | Enviado                                                           | 65.5 milhões (em 30 de junho de 2024) | 65.5 milhões (em 30 de junho de 2024) | | 28.3 milhões (em 30 de junho de 2024) | 28.3 milhões (em 30 de junho de 2024) |
| Vendas                                             | Vendido                                                           | 61.7 milhões (em 30 de junho de 2024) | 61.7 milhões (em 30 de junho de 2024) | | 28.3 milhões (em 30 de junho de 2024) | 28.3 milhões (em 30 de junho de 2024) |
| Vendas                                             | Distribuição                                                      | | | | | |
| Mídia                                              | Distribuição digital                                              | UHD Blu-ray, Blu-ray, distribuição digital | Distribuição digital | Distribution digital | UHD Blu-ray, Blu-ray, DVD, CD, distribuição digital                                                                                         | |
| Mídia                                              | Outros                                                            | N/A | UHD Blu-ray, Blu-ray, DVD | N/A | N/A | UHD Blu-ray, Blu-ray, DVD, CD |
| CPU                                                | Modelo                                                            | Zen 2 de 8 núcleos AMD personalizado | Zen 2 de 8 núcleos AMD personalizado | Zen 2 de 8 núcleos AMD personalizado | Zen 2 de 8 núcleos AMD personalizado | Zen 2 de 8 núcleos AMD personalizado |
| CPU                                                | ISA                                                               | x86-64 | x86-64 | x86-64 | x86-64 | x86-64 |
| CPU                                                | Clock                                                             | até 3.5 GHz (variável) com SMT sempre ligado | até 3.5 GHz (variável) com SMT sempre ligado | até 3.85 GHz (variável) com SMT sempre ligado | 3.4 GHz com SMT, 3.6 GHz sem SMT | 3.6 GHz com SMT, 3.8 GHz sem SMT |
| GPU                                                | Modelo                                                            | Personalizado AMD Radeon arquitetura RDNA 2 | Personalizado AMD Radeon arquitetura RDNA 2 | Arquitetura híbrida AMD Radeon RDNA 2 com recursos RDNA 3 e futuros núcleos RDNA Raytracing | Personalizado AMD Radeon arquitetura RDNA 2                                                                                                 | Personalizado AMD Radeon arquitetura RDNA 2                                                                                                 |
| GPU                                                | Clock                                                             | até 2.233 GHz (variável) | até 2.233 GHz (variável) | até 2.35 GHz (variável) | 1.565 GHz | 1.825 GHz |
| GPU                                                | TFLOP/s                                                           | até 10.28 TFLOPS (variável) | até 10.28 TFLOPS (variável) | até 18.048 TFLOPS (variável) | 4.006 TFLOPS | 12.155 TFLOPS |
| GPU                                                | Unidades de computação                                            | 36 de 40 CUs (2304 de 2560 SMs) habilitados | 36 de 40 CUs (2304 de 2560 SMs) habilitados | 60 CU | 20 de 24 CUs (1280 de 1536 SMs) habilitado                                                                                                  | 52 de 56 CUs (3328 de 3584 SMs) habilitado                                                                                                  |
| Memória                                            | Principal                                                         | 16 GB GDDR6 SDRAM; 256-bit (unificado) 512 MB DDR4 SDRAM (para tarefas em segundo plano) | 16 GB GDDR6 SDRAM; 256-bit (unificado) 512 MB DDR4 SDRAM (para tarefas em segundo plano) | 16 GB GDDR6 SDRAM 2 GB DDR5 SDRAM | 10 GB GDDR6 SDRAM; 128-bit (semi-unificado)                                                                                                 | 16 GB GDDR6 SDRAM; 320-bit (semi-unificado)                                                                                                 |
| Memória                                            | Largura de banda                                                  | 448GB/s | 448GB/s | 576GB/s | 8 GB (128-bit) (GPU) @ 224 GB/s & 2 GB (32-bit) (sistema) @ 56 GB/s                                                                         | 10 GB (320-bit) (GPU) @ 560 GB/s & 6 GB (3.5 GB & 2.5 GB) (192-bit) (sistema & OS) @ 336 GB/s                                               |
| Memória                                            | Clock                                                             | 1.750 GHz (14.000 GHz efetivos) | 1.750 GHz (14.000 GHz efetivos) | 2.250 GHz (18.000 GHz efetivos) | 1.750 GHz (14.000 GHz efetivos) | 1.750 GHz (14.000 GHz efetivos) |
| Armazenamento                                      | Interno                                                           | SSD NVMe personalizado PCIe Gen 4 de 825GB ou 1TB | SSD NVMe personalizado PCIe Gen 4 de 825GB ou 1TB | SSD NVMe personalizado PCIe Gen 4 de 2TB | SSD NVMe personalizado PCIe Gen 4 de 512GB                                                                                                  | SSD NVMe personalizado PCIe Gen 4 de 1TB |
| Armazenamento                                      | Reservado                                                         | 161 GB | 161 GB | 161 GB | 200 GB | 200 GB |
| Armazenamento                                      | Externo                                                           | M.2 NVMe SSD Support (com atualização do sistema, setembro de 2021), USB 3.2 HDD Support (exceto para jogos PS5 otimizados) | M.2 NVMe SSD Support (com atualização do sistema, setembro de 2021), USB 3.2 HDD Support (exceto para jogos PS5 otimizados) | M.2 NVMe SSD Support (com atualização do sistema, setembro de 2021), USB 3.2 HDD Support (exceto para jogos PS5 otimizados) | Storage Expansion Card (até 2TB),USB 3.1 HDD Support (exceto para jogos otimizados X/S)                                                     | Storage Expansion Card (até 2TB),USB 3.1 HDD Support (exceto para jogos otimizados X/S)                                                     |
| Armazenamento                                      | Largura de banda                                                  | 5.5 GB/s (RAW ou descompatado), 8-9 GB/s, up to 22 GB/s (compactado) | 5.5 GB/s (RAW ou descompatado), 8-9 GB/s, up to 22 GB/s (compactado) | 5.5 GB/s (RAW ou descompatado), 8-9 GB/s, up to 22 GB/s (compactado) | 2.4 GB/s (RAW ou descompactado), 4.8 GB/s (compactado)                                                                                      | 2.4 GB/s (RAW ou descompactado), 4.8 GB/s (compactado)                                                                                      |
| Armazenamento                                      | Instalação de jogo                                                | As atualizações são baixadas e instaladas automaticamente no modo de repouso | As atualizações são baixadas e instaladas automaticamente no modo de repouso | As atualizações são baixadas e instaladas automaticamente no modo de repouso | As atualizações são baixadas e instaladas automaticamente no modo Instant-on                                                                | As atualizações são baixadas e instaladas automaticamente no modo Instant-on                                                                |
| Rede                                               | Sem fio                                                           | Dual-band Wi-Fi 6 @ 2.4 GHz e 5.0 GHz | Dual-band Wi-Fi 6 @ 2.4 GHz e 5.0 GHz | Tri-band Wi-Fi 7 @ 2.4 GHz, 5.0 GHz e 6.0 GHz | Dual-band Wi-Fi 5 @ 2.4 GHz e 5.0 GHz | Dual-band Wi-Fi 5 @ 2.4 GHz e 5.0 GHz |
| Rede                                               | Com fio                                                           | Gigabit Ethernet | Gigabit Ethernet | Gigabit Ethernet | Gigabit Ethernet | Gigabit Ethernet |
| Dimensões                                          | Dimensões                                                         | 390 mm × 260 mm × 92 mm 15,4 pol. × 10,2 pol. × 3,6 pol. | 390 mm × 260 mm × 104 mm 15,4 pol. × 10,2 pol. × 4,1 pol. | 388 mm × 216 mm × 89 mm 15.3 pol. × 8.5 pol. × 3.5 pol. | 151 mm × 65 mm × 275 mm 5,9 pol. × 2,6 pol. × 10,8 pol.                                                                                     | 151 mm × 151 mm × 301 mm 5,9 pol. × 5,9 pol. × 11,9 pol.                                                                                    |
| Peso                                               | Peso                                                              | 3,9 kg (8,6 lb) | 4,5 kg (9,9 lb) | 3,1 kg (6,8 lb) | 1,92 kg (4,2 lb) | 4,44 kg (9,8 lb) |
| Power                                              | Power                                                             | 340-watt | 350-watt | 390-watt | 165-watt | 315-watt |
| Incluído na caixa:                                 | Incluído na caixa:                                                | - Controlador sem fio DualSense - Cabo de carregamento USB Tipo C para Tipo A para o controlador sem fio DualSense - Cabo HDMI (compatível com Ultra High Speed definido por HDMI v2.1) - Cabo de alimentação AC - Console base | - Controlador sem fio DualSense - Cabo de carregamento USB Tipo C para Tipo A para o controlador sem fio DualSense - Cabo HDMI (compatível com Ultra High Speed definido por HDMI v2.1) - Cabo de alimentação AC - Console base | Igual ao modelo base, menos a base do console | - Xbox Wireless Controller - Cabo HDMI (compatível com Ultra High Speed definido por HDMI v2.1) - Cabo de alimentação AC                    | - Xbox Wireless Controller - Cabo HDMI (compatível com Ultra High Speed definido por HDMI v2.1) - Cabo de alimentação AC                    |
| Vídeo                                              | Saída                                                             | HDMI: 720p, 1080i, 1080p, 4K UHD, 8K UHD | HDMI: 720p, 1080i, 1080p, 4K UHD, 8K UHD | HDMI: 720p, 1080i, 1080p, 4K UHD, 8K UHD | HDMI: 720p, 1080p, 1440p, 4K UHD | HDMI: 720p, 1080p, 1440p, 4K UHD, 8K UHD |
| Audio                                              | Audio                                                             | - Custom Tempest 3D Engine, suporta: Dolby Atmos & DTS:X (vídeo de disco Blu-ray e Ultra HD Blu-ray quando conectado a um dispositivo compatível), Dolby Digital (máximo de 5.1 canais), Dolby Digital Plus (máximo de 7.1ch), Dolby TrueHD (máximo de 7.1ch), DTS (máximo de 5.1ch), DTS-HD High Resolution Audio (máximo de 7.1ch), DTS-HD Master Audio (máximo de 7.1ch), AAC (máximo de 5.1ch), Linear PCM (máximo de 7.1ch), até 7.1 som surround geral | - Custom Tempest 3D Engine, suporta: Dolby Atmos & DTS:X (vídeo de disco Blu-ray e Ultra HD Blu-ray quando conectado a um dispositivo compatível), Dolby Digital (máximo de 5.1 canais), Dolby Digital Plus (máximo de 7.1ch), Dolby TrueHD (máximo de 7.1ch), DTS (máximo de 5.1ch), DTS-HD High Resolution Audio (máximo de 7.1ch), DTS-HD Master Audio (máximo de 7.1ch), AAC (máximo de 5.1ch), Linear PCM (máximo de 7.1ch), até 7.1 som surround geral | - Custom Tempest 3D Engine, suporta: Dolby Atmos & DTS:X (vídeo de disco Blu-ray e Ultra HD Blu-ray quando conectado a um dispositivo compatível), Dolby Digital (máximo de 5.1 canais), Dolby Digital Plus (máximo de 7.1ch), Dolby TrueHD (máximo de 7.1ch), DTS (máximo de 5.1ch), DTS-HD High Resolution Audio (máximo de 7.1ch), DTS-HD Master Audio (máximo de 7.1ch), AAC (máximo de 5.1ch), Linear PCM (máximo de 7.1ch), até 7.1 som surround geral | - Áudio 3D de acústica de projeto personalizado - Dolby Atmos - DTS:X - 7.1 som surround                                                    | - Áudio 3D de acústica de projeto personalizado - Dolby Atmos - DTS:X - 7.1 som surround                                                    |
| Habilidades periféricas                            |                                                                   | | | | | |
| Controlador                                        | Controlador                                                       | Controlador sem fio DualSense | Controlador sem fio DualSense | Controlador sem fio DualSense | Xbox Wireless Controller | Xbox Wireless Controller |
| Capacidade de toque                                | Capacidade de toque                                               | O controlador DualSense inclui um "touchpad" | O controlador DualSense inclui um "touchpad" | O controlador DualSense inclui um "touchpad" | | |
| Câmera                                             | Câmera                                                            | PS5 HD Camera | PS5 HD Camera | PS5 HD Camera | | |
| Serviços online                                    |                                                                   | PlayStation Network, PlayStation Now | PlayStation Network, PlayStation Now | PlayStation Network, PlayStation Now | Xbox network, Xbox Game Pass | Xbox network, Xbox Game Pass |
| Serviços online                                    | Faz download de jogos e atualizações automáticas em segundo plano | | | | | |
| Serviços online                                    |                                                                   | É necessária uma assinatura paga do PlayStation Plus para salvar na nuvem, multijogador online, exceto para títulos gratuitos | É necessária uma assinatura paga do PlayStation Plus para salvar na nuvem, multijogador online, exceto para títulos gratuitos | É necessária uma assinatura paga do PlayStation Plus para salvar na nuvem, multijogador online, exceto para títulos gratuitos | É necessária uma assinatura paga do Xbox Live Gold para multijogador online, exceto para títulos gratuitos, salamentos em nuvem gratuitos   | É necessária uma assinatura paga do Xbox Live Gold para multijogador online, exceto para títulos gratuitos, salamentos em nuvem gratuitos   |
| DVR do jogo                                        | Imagem                                                            | Capturas de tela com integração com o Twitter | Capturas de tela com integração com o Twitter | Capturas de tela com integração com o Twitter | | |
| DVR do jogo                                        | Vídeo                                                             | Até 1 hora de jogo com integração do Dailymotion, Facebook, Twitter e YouTube | Até 1 hora de jogo com integração do Dailymotion, Facebook, Twitter e YouTube | Até 1 hora de jogo com integração do Dailymotion, Facebook, Twitter e YouTube | | |
| DVR do jogo                                        | Transmissão ao vivo                                               | Transmissão ao vivo com integração do Dailymotion, Twitch, Ustream e YouTube Gaming | Transmissão ao vivo com integração do Dailymotion, Twitch, Ustream e YouTube Gaming | Transmissão ao vivo com integração do Dailymotion, Twitch, Ustream e YouTube Gaming | | |
| DVR do jogo                                        | Transmissão ao vivo                                               | Sem custo | | | | |
| Lista de jogos                                     | Lista de jogos                                                    | Lista de jogos para PlayStation 5 | Lista de jogos para PlayStation 5 | Lista de jogos para PlayStation 5 | Lista de jogos para Xbox Series X e Series S                                                                                                | Lista de jogos para Xbox Series X e Series S                                                                                                |
| Compatiblidade com versões anteriores              | Compatiblidade com versões anteriores                             | Quase todos os jogos de PlayStation 4 e PlayStation VR | Quase todos os jogos de PlayStation 4 e PlayStation VR | Quase todos os jogos de PlayStation 4 e PlayStation VR | Todos os jogos do Xbox One (exceto jogos necessários para o Kinect) e Xbox 360 e jogos originais do Xbox podem ser reproduzidos no Xbox One | Todos os jogos do Xbox One (exceto jogos necessários para o Kinect) e Xbox 360 e jogos originais do Xbox podem ser reproduzidos no Xbox One |
| Software de sistema                                |                                                                   | Software de sistema Playstation 5 | Software de sistema Playstation 5 | Software de sistema Playstation 5 | Software de sistema Xbox Series X/S | Software de sistema Xbox Series X/S |
| Software de sistema                                | Atualizações                                                      | As atualizações são baixadas e instaladas automaticamente no modo de repouso | As atualizações são baixadas e instaladas automaticamente no modo de repouso | As atualizações são baixadas e instaladas automaticamente no modo de repouso | As atualizações são baixadas e instaladas automaticamente no modo Instant-on                                                                | As atualizações são baixadas e instaladas automaticamente no modo Instant-on                                                                |
| Fontes                                             | Fontes                                                            | "Por dentro do PlayStation 5: as especificações e a tecnologia que proporcionam a visão da próxima geração da Sony" | "Por dentro do PlayStation 5: as especificações e a tecnologia que proporcionam a visão da próxima geração da Sony" | "Comparação das especificações do PS5 com o PS5 Pro: como será o próximo console?" | "Por dentro do Xbox Series X: as especificações completas"                                                                                  | "Por dentro do Xbox Series X: as especificações completas"                                                                                  |

## Plataformas relacionadas

### Nintendo Switch
Apesar de ser um resquício da oitava geração, o Nintendo Switch foi posicionado pelas fontes como o principal concorrente de outros consoles de nona geração, devido ao seu suporte contínuo de hardware e software a partir de 2024. O fracasso financeiro do primeiro console de oitava geração da Nintendo console, o Wii U, resultou no lançamento relativamente tardio do Switch na oitava geração, sendo lançado em março de 2017. Uma revisão do "modelo OLED" foi lançada em 8 de outubro de 2021, introduzindo um design atualizado e uma tela aprimorada, embora tenha feito não introduz nenhuma melhoria de desempenho. Além disso, o desempenho comercial dos títulos exclusivos do Switch permaneceu alto durante a nona geração, com Pokémon Scarlet e Violet (2022) e The Legend of Zelda: Tears of the Kingdom (2023) alcançando 10 milhões de unidades vendidas nos primeiros três dias. após o lançamento.

### Steam Deck e PC gamers portáteis
Em 25 de fevereiro de 2022, a Valve lançou o Steam Deck, um PC portátil para jogos que roda o SteamOS 3.0, uma distribuição Linux desenvolvida pela Valve. O Deck inclui o Proton camada de compatibilidade da própria Valve, permitindo que quase todos os jogos baseados em Windows rodem no Deck sem modificação. O portátil também permite que os usuários instalem o Windows ou outro software no dispositivo. O Steam Deck foi o primeiro portátil a usar uma GPU RDNA 2, que também é usada nos consoles domésticos da nona geração. O portátil foi bem recebido por muitos meios de comunicação, com elogios gerais à sua ampla compatibilidade e portabilidade de jogos. Um computador portátil para jogos baseado em Linux anterior, o Pandora, foi lançado durante a sétima geração, com o DragonBox Pyra ainda em desenvolvimento.
O sucesso do Steam Deck levou ao crescimento do mercado de PCs portáteis para jogos e à criação de concorrentes diretos, como o Asus ROG Ally, Lenovo Legion Go, MSI Claw A1M e o Ayaneo executando o Microsoft Windows. Isso já havia sido explorado pelo GPD Win e GPD Win 2 até o atual GPD Win Max.

### Plataformas de jogos em nuvem
Os jogos em nuvem tornaram-se parte do cenário dos jogos com o lançamento do Stadia e do Amazon Luna em novembro de 2019 e outubro de 2020, respectivamente. Bem como GeForce Now saindo de seus quatro anos de beta em fevereiro de 2020. Nenhum desses sistemas teve qualquer avanço financeiro como consoles de videogame doméstico, mas eles são viáveis para multiplataforma de nona geração jogos.
Os jogos em nuvem também foram usados pela Microsoft como parte de seu serviço de assinatura de jogos, Xbox Game Pass. Isso deu à Microsoft uma vantagem inicial no que os analistas esperavam ser um importante serviço complementar, complementando o não lucrativo negócio de consoles e atraindo mais jogadores iniciantes com melhor acessibilidade a um preço mais baixo. Phil Spencer da Microsoft disse que acreditava que não poderia competir no espaço de hardware de console tanto quanto a Sony ou a Nintendo, e mudou sua estratégia para o Xbox Game Pass e jogos em nuvem. A Sony, por sua vez, renovou sua assinatura do PlayStation Plus em meados de 2022, fundindo o PlayStation Now, seu serviço baseado em nuvem para jogos de gerações anteriores do PlayStation, como um recurso em um nível de assinatura superior.
O crescimento contínuo dos serviços de jogos em nuvem inspirou o desenvolvimento de dispositivos portáteis como o Logitech G CLOUD Gaming Handheld, que anuncia o streaming em nuvem como um importante ponto de venda.

### Realidade virtual
A nona geração continuou a tendência da realidade virtual. A geração anterior consistia principalmente em acessórios VR feitos para jogos para celular (como Cardboard/Daydream do Google e Samsung Gear VR) ou computadores (HTC Vive e o Oculus Rift). Esta geração começou a oferecer fones de ouvido independentes dedicados a jogos de realidade virtual. O Meta Quest Pro foi lançado em 2022. As adições em 2023 incluíram o PlayStation VR2 (um acessório PS5 que serve como uma sequência do PlayStation VR de 2016) e o Meta Quest 3. 2024 também viu a entrada da Apple no mercado com o lançamento do Apple Vision Pro.

## Cronologia
Dados referentes aos Estados Unidos da América: